# Мерен (Валмерод)
Мерен (њем. Mähren) општина је у њемачкој савезној држави Рајна-Палатинат. Једно је од 192 општинска средишта округа Вестервалд. Према процјени из 2010. у општини је живјело 253 становника. Посједује регионалну шифру (AGS) 7143502.

## Географски и демографски подаци
Мерен се налази у савезној држави Рајна-Палатинат у округу Вестервалд. Општина се налази на надморској висини од 342 метра. Површина општине износи 1,6 km². У самом мјесту је, према процјени из 2010. године, живјело 253 становника. Просјечна густина становништва износи 159 становника/km².